# تلفزيون هورن كيبل
تلفزيون هورن كيبل ( HCTV ) هي قناة تلفزيونية خاصة تعمل في الصومال.

## نظرة عامة
تأسس تلفزيون هورن كيبل عام 2003 ومقره الرئيسي في مدينة هرجيسا عاصمة أرض الصومال وللمحطة مكاتب في مقديشو ولندن ومناطق أخرى. 
يملك رجل الأعمال فرحان حاج علي شبكة هورن كيبل، ويملك أيضا شركة FAACO. 
وتحقق المحطة عائدات من الإعلانات.

## البرامج
يبثّ تلفزيون هورن كيبل على مدار الساعة ويغطي أرض الصومال والصومال، من خلال القمر الصناعي، ويصل بثه كذلك إلى مناطق أخرى في إفريقيا وأوروبا وآسيا ومناطق في أستراليا، ويمكن مشاهدتها عبر البث المباشر على الإنترنت. 
تشمل برامج تلفزيون هورن كيبل، الأخبار والبرامج التحليلية، وبرامج الإقتصاد، والسياسة، والدراما، والموسيقى والبرامج الدينية. 

## الطاقم
يعمل في تلفزيون هورن كيبل حوالي 90 مراسلاً، من جميع أنحاء منطقة القرن الأفريقي والمناطق المجاورة، و 60 صحفيا في مقر المحطة، بالإضافة إلى 7 موظفين إضافيين في مقديشو. 

## العضوية
تلفزيون هورن كيبل عضو في منظمة الاتحاد الوطني للصحفيين الصوماليين (NUSOJ).